# Polonistica
La polonistica è la disciplina accademica che si occupa dello studio della lingua, letteratura, cultura e storia della Polonia. In particolare, si concentra sull'analisi della lingua polacca, dei testi letterari polacchi, delle tradizioni culturali e delle evoluzioni storiche della Polonia.
Gli studiosi di polonistica approfondiscono vari aspetti, tra cui:
1. Lingua polacca: analisi linguistica, grammaticale, fonetica e sintattica del polacco.
2. Letteratura polacca: studio delle opere letterarie di autori polacchi, sia classici che moderni, e delle correnti letterarie che hanno influenzato la Polonia.
3. Cultura e storia: esplorazione delle tradizioni, delle usanze, della filosofia, della politica e degli eventi storici significativi della Polonia.
4. Traduzioni e interculturalità: attività di traduzione dei testi polacchi in altre lingue e studio delle interazioni culturali tra la Polonia e altri paesi.

Questa disciplina è spesso insegnata nelle università di tutto il mondo, in particolare nei corsi di lingue e letterature straniere o studi europei, e attira studenti interessati a comprendere meglio la Polonia e la sua influenza nella storia e nella cultura europea.